# 埃尔基·罗斯拉赫蒂
埃尔基·罗斯拉赫蒂（芬蘭語：Erkki Ruoslahti，1940年2月16日—），芬蘭裔美國醫學家，美國國家科學院院士，美國文理科學院院士，美國國家醫學院院士，歐洲分子生物學組織會員。桑福德伯納姆普雷比斯醫學發現研究所（Sanford Burnham Prebys）教授。

## 生平
1940年誕生於芬蘭，1961年取得赫尔辛基大学醫學士，四年後取得醫師資格。1967年獲得赫尔辛基大学免疫學博士之後，在美國加州理工學院作博士後研究。
1970年開始擔任赫尔辛基大学血清細菌學助理教授、臨時副教授，1975年擔任图尔库大学細菌血清學教授。
1976年擔任美國國家醫學院高級研究員，1979年開始任職於美國Barnum研究所。1980年至2004年擔任加州大學聖地牙哥分校病理學院臨時教授。
2005年至2015年擔任加州大學聖塔芭芭拉分校教授。

## 榮譽
- 1997年 盖尔德纳国际奖
- 2005年 日本國際獎
- 2022年 拉斯克基礎醫學研究獎[2][3]

## 外部連結
- （英文）Sanford-Burnham's Erkki Ruoslahti named to Thomson Reuters' Nobel Prize watch list （页面存档备份，存于）
- （英文）Erkki Ruoslahti, M.D., Ph.D. - YouTube （页面存档备份，存于）